# Cotorra de Tasmània
La cotorra de Tasmània (Platycercus caledonicus) és una espècie de lloro originària de les illes de Tasmània i de l'estret de Bass.

## Descripció
És el membre més gros del gènere Platycercus. Mesura de 29 a 36 cm de llarg, l'adult té les ales llargues i estretes amb una envergadura de 44 a 54 cm, i una cua llarga amb dotze plomes, les dues centrals són més amples. El mascle adult és més pesat, amb una mitjana d'uns 150 g i el de la femella és d'uns 120 g, i té un bec més gros.
La cotorra de Tasmània adulta té el cap i les parts inferiors de color groc, les galtes blaves i una banda vermella al front i als llors superiors. Les plomes grogues de la capçalera, els lores inferiors, les galtes, el pit i les potes poden tenir marques vermelles, mentre que les plomes grogues dels costats i la part posterior del cap i el coll, i les parts inferiors tenen la base marró fosc. Les vores de les plomes a les parts inferiors poden ser de color marró pàl·lid, donant lloc a un efecte com d'ondulació, que desapareix amb el temps per desgast. Algunes de les plomes grogues del clatell tenen les bases blanques i quan en té també pot tenir una taca blanquinosa al clatell. El groc de la part posterior del cap es fon indistintament amb el plomatge fosc del coll posterior, el mantell i l'esquena, que és negre o marró fosc amb marges verds. Les plomes de les espatlles són negres amb puntes grogues. Aquests marges i puntes es desgasten sovint al final de l'època de reproducció, deixant el plomatge negre més intens. Les plomes blau-violetes de la barbeta, la gola i les galtes tenen les bases de color marró-negre. El plomatge negre de l'esquena s'estén fins al carpó, i la llarga cua és de color verd fosc amb tiges marrons i plomes i puntes exteriors de color blau fosc. Les ales són majoritàriament negres i verdes, amb cobertores marginals de color blau violeta, cobertores primàries i àlula (el que seria el nostre polze), i primàries i secundàries externes de color marró fosc de color blau. Les parts de sota les plomes de les ales són de color marró fosc amb puntes blau-violetes. L'iris és marró amb un anell orbital de color gris fosc, i el bec és de color gris pàl·lid, amb un cere gris fosc. Les potes són grises. El plomatge groc de la femella és més apagat i amb més marques vermelles que el del mascle, i les vores verdes del plomatge negre de les parts superiors són més prominents. Els ocells juvenils i immadurs tenen un plomatge predominantment verd.

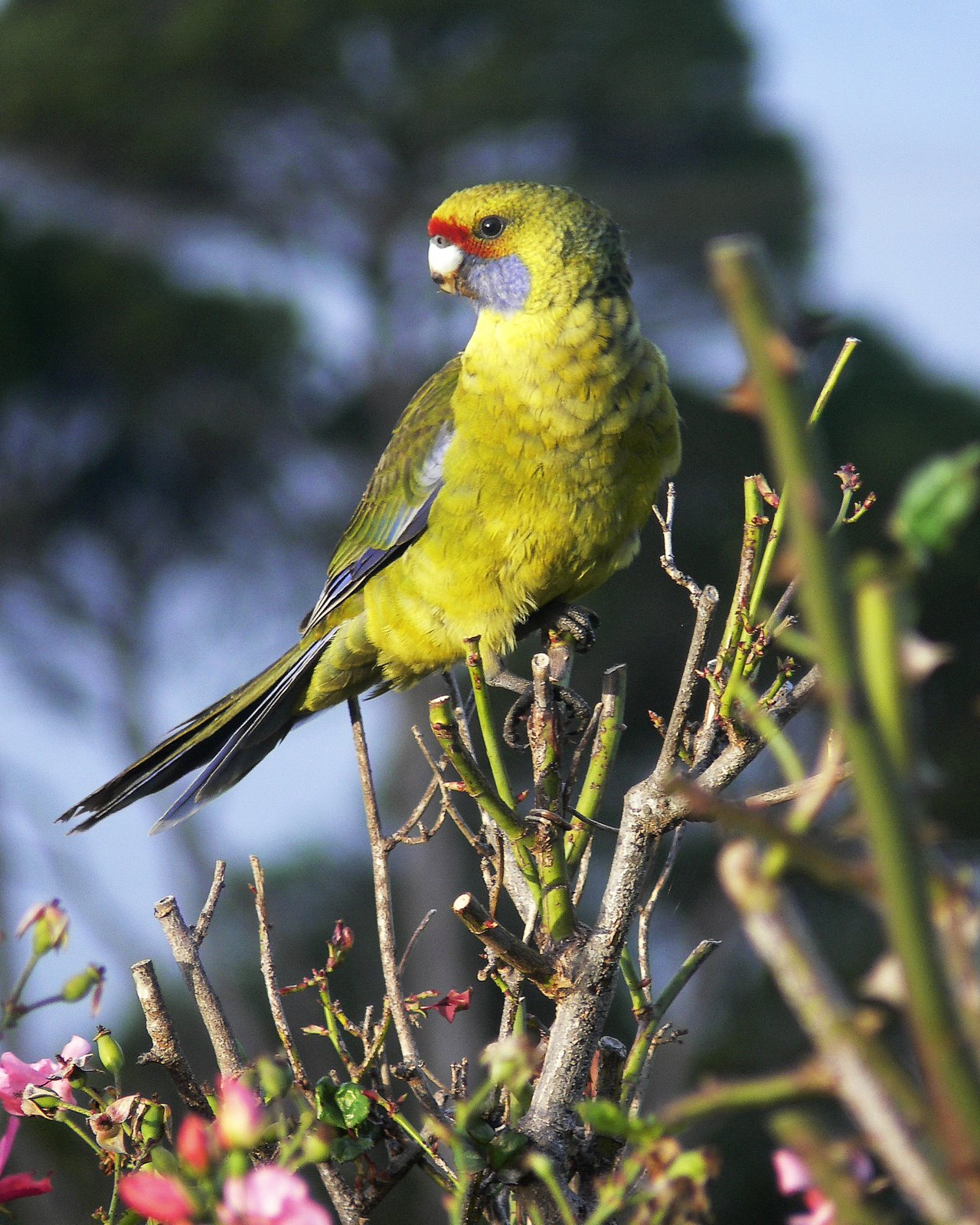
Juvenil a Tasmània. És més verd que un adult.

Els ocells joves que surten del niu tenen el plomatge juvenil durant el primer any. Els juvenils tenen el cap i el coll de color verd fosc, les parts superiors i inferiors. Totes les plomes tenen la base marró fosc. Les ales són predominantment marró fosc i negre amb una brillantor blava. Les ales i la cua són més curtes que les dels ocells adults. El bec pot ser més brillant que el dels adult. Tenen una franja sota l'ala, que no està present en els adults. La muda generalment té lloc entre gener i abril pels exemplars de totes les edats. Aleshores, els ocells juvenils adopten un plomatge immadur, que és similar però amb taques de plomes grogues a la part inferior del plomatge adult, així com algunes plomes de les ales de color adult. Algunes plomes verdes del juvenils romanen fins que l'ocell arriba al segon any, tot i que en aquesta època estan molt gastades.

## Distribució i hàbitat
Es distribueix per una àmplia gamma d'hàbitats amb alguna forma de coberta arbòria fins a 1500 m sobre el nivell del mar a les illes de Tasmània i de l'estret de Bass, aquests inclouen la selva tropical de faig del sud temperat (on generalment es mou pel dosser), boscs humits i secs d'esclerofil·les, matolls de Melaleuca, brucs costaners, boscos de coníferes alpines nanes, aiguabareix amb Ciperàcies, pastures de tussock, així com camps, horts i parcs i jardins urbans.

## Comportament
Les cotorres de Tasmània generalment es mouen en parelles o grups petits, tot i que els ocells joves es poden reunir en grups de 20 o més fora de l'època de reproducció. De vegades s'ajunten amb cotorres multicolor. Volen en línia recta, fent batecs ràpids d'ales poc profunds i planejant breument intermitentment.

### Criança
La nidificació té lloc en forats d'arbres. Generalment es reprodueix a partir dels dos anys d'edat, tot i que els ocells més joves poden aparellar-se i buscar nius. L'època de reproducció és de setembre a gener, amb una cria. El lloc de nidificació sol ser un forat de més d'1 m de profunditat en un tronc d'arbre i fins a 30 m d'altura. L'arbre escollit és generalment un eucaliptus com ara la l'eucaliptus blau, Eucalyptus viminalis, l'E. regnans o el Nothofagus cunninghami. Utilitzen xemeneies, forats a les parets i fins i tot les canonades verticals de les tanques de les pistes de tenis. Fins i tot l'any 1958 i 2009 van nia en una cavitat d'una paret de la presó de Port Arthur.
La posta té lloc als mesos de setembre i octubre. Pon entre quatre o cinc ous blancs i lleugerament brillants, de 30 x 24 mm. El període d'incubació s'ha registrat entre 19 i 23 dies, i només s'encarrega la femella. Els pollets recentment desclosos estan coberts de plomissoll llarg i blanc i estan en gran part indefensos (nidífogs). Deixen el niu entre quatre i cinc setmanes després de l'eclosió i s'uneixen amb altres ocells joves en estols, tot i que  durant quinze dies més després d'haver desclòs depenen dels pares per menjar.

### Alimentació

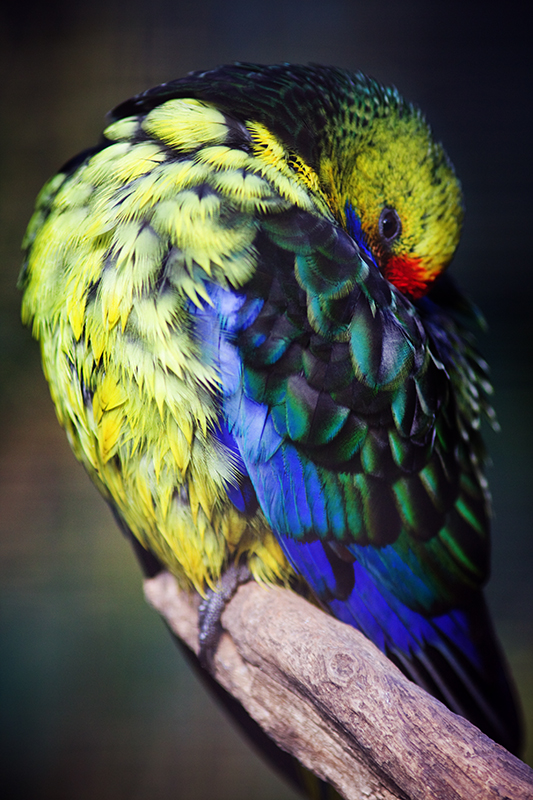
Adult empolainant-se, mostrant les bases fosques de plomes.

La cotorra de Tasmània és predominantment herbívora, consumint llavors, baies, fruits secs i flors, però també pot menjar larves d'insectes i insectes com els ptílids. Generalment s'alimenten al dosser dels arbres o sotabosc de zones boscoses, o en bardisses, arbustos i arbres en zones més obertes. Baixen a terra per menjar fruita caiguda o gra vessat en horts o terres de cultiu. Es mantenen en silenci mentre són a terra i, tanmateix, són força sorolloses quan són als arbres. S'alimenten en parelles o en petits grups de menys de 20 individus, encara que se n'han observat de més grans de 50 a 70 en rodals de mores o cards dels camps. Quan s'alimenten, generalment sostenen l'aliment amb el peu esquerra i extreuen parts comestibles o trenquen i descarten les closques de fruits secs amb el bec.
Les llavors de les herbes i dels arbres — especialment els eucaliptus — formen el gruix de la dieta; altres aliments que es mengen inclouen la llavor de la falguera Dicksonia antarctica, el bruc Astroloma humifusum, el faig Lophozonia cunninghamii, l'acàcia de fusta negra (Acacia melanoxylon), la mimosa comuna (Acacia dealbata) i Ranunculus, baies, fruits secs i fruites, així com flors i nous brots d'Atherosperma moschatum), Leptospermum scoparium, Leptospermum nitidum, Melaleuca squamea, Eucalyptus globulus, Eucalyptus obliqua, Eucalyptus pauciflora, Eucalyptus viminalis), Hakea microcarpa i Cenarrhenes nitida.
La cotorra de Tasmània de vegades també s'alimenta de baies de l'arç blanc (Crataegus monogyna), així com de Coprosma i Cyathodes, i fins i tot de brots de fulles de vitemera (Salix viminalis).

## Avicultura
La cotorra de Tasmània es capturava regularment i es tenien com a mascotes fins a principis del segle xx. Es diu que l'espècie és més resistent i més fàcil de mantenir en captivitat que altres cotorres. No obstant això, no és un ocell popular en el comerç d'aviaris, possiblement per tenir la coloració més tènue que altres espècies. L'espècie té fama de ser apàtica i vulnerable a l'augment de pes en captivitat; per tant, es recomana mantenir-la en un aviari gran d'almenys 5 m de llarg per mantenir-lo actiu, i alimentar-la amb poques llavors de gira-sol o gens. Com que es reprodueix al final de la temporada, els pollets encara solen ser petits i poden patir amb la calor de l'estiu.

## Estat i conservació
Gould va assenyalar que els primers colons de Tasmània la consideraven com a aliment; va estar d'acord que era molt saborosa després de tastar-la ell mateix. Molts pagesos van veure l'espècie com una plaga pels cultius, i disparaven a les cotorres.
El 2016, la cotorra de Tasmània va ser qualificada com a risc mínim a la Llista Vermella d'espècies en perill d'extinció de la UICN. Això es va basar en el gran abast — més de 20.000 km² — i la petita taxa de disminució de la població. La subespècie de l'illa King P. c. brownii està catalogada sota la Llei de protecció del medi ambient i conservació de la biodiversitat de 1999 com a vulnerable, i es creu que la població és de menys de 500 ocells. Al voltant del 70% de la vegetació nativa de l'illa King ha estat eliminada, i la resta està molt fragmentada i amb risc d'incendis forestals massa freqüents. Com la majoria de les espècies de lloros, la cotorra de Tasmània està protegida per la Convenció sobre el Comerç Internacional d'Espècies Amenaçades de Fauna i Flora Silvestres (CITES) i al estar inclosa a la llista d'espècies vulnerables de l'Apèndix II fa que sigui il·legal la seva importació, exportació i comerç.

## Taxonomia
Un exemplar de cotorra de Tasmània va ser recollida a Adventure Bay, Tasmània, pel cirurgià William Anderson a bord del del vaixell que anava en el tercer viatge de James Cook entre el 26 i el 30 de gener de 1777. Cook va escriure que va veure "cotorres groguenques" al bosc d'allà. Anderson va recollir molts exemplars d'ocells mentre era el naturalista de l'expedició, tot i que va morir de tuberculosi el 1778 abans de tornar a casa. Moltes localitats de recollida eren incorrectes i les notes es van perdre o es van reunir molts anys després. L'exemplar, juntament amb molts altres, va acabar a la col·lecció del naturalista britànic Sir Joseph Banks. El naturalista anglès John Latham ho va veure allà i va escriure sobre la cotorra de Tasmània a la seva obra de 1780 A General Synopsis of Birds. El va anomenar el lloro de Caledònia perquè va suposar (incorrectament) que venia de Nova Caledònia. Fins i tot va sospitar que podria ser la femella de la cotorra banyuda, que també va veure a la col·lecció d'en Banks. Latham no els va donar noms binomials, però.
Finalment, el naturalista alemany Johann Friedrich Gmelin va descriure l'espècie, cosa que va fer com a Psittacus caledonicus a la 13a edició de Systema Naturae el 1788.
El 1820, el naturalista alemany Heinrich Kuhl va descriure un exemplar que Robert Brown havia recollit al nord-oest de l'illa King el 23 d'abril de 1802 durant la circumnavegació de Matthew Flinders per Austràlia, anomenant-lo Psittacus brownii en honor al seu col·leccionista. Ho va basar en la descripció de la Perruche à large queue, "el lloro de cua llarga" del naturalista francès François Levaillant a la seva obra de 1805 Histoire Naturelle des Perroquets. El nom de Kuhl també va tenir prioritat sobre el nom publicat pel zoòleg holandès Coenraad Jacob Temminck de Psittacus flavigaster, que es va publicar el 1822.
El zoòleg irlandès Nicholas Aylward Vigors va establir el gènere Platycercus l'any 1825, basant-se en l'arquitectura distintiva de les plomes de la cua i l'ala, incloent-hi P. flavigaster i P. brownii. El naturalista anglès James Francis Stephens el va anomenar Platycercus xanthogaster el 1826, encara que no hi havia necessitat d'un nou nom binomial. L'ornitòleg aficionat australià Gregory Mathews va assenyalar que el nom Platycercus flaviventris s'utilitzava habitualment al segle XIX, però va destacar la prioritat tant de P. brownii com de P. caledonicus, posant l'últim com el nom més antic. Creia que els exemplars usats per a P. brownii havien vingut de Derwent a Tasmània.
Mathews va adonar-se que els exemplars de l'illa King eren diferents als de Tasmània, més grossos i amb més vermell al plomatge i el 1915 els va descriure com P. c. henriettae. Des d'aleshores s'han reclassificat com a sinònim de P. c. brownii, ja que el seu estat s'ha reconegut com a diferent del tàxon continental de Tasmània, actualment conegut com a P. c. caledonicus. L'any 1917, Mathews també va descriure P. c. flindersi de l'illa Flinders, sobre la base d'un plomatge més fosc. Ara es considera que no és diferent de la subespècie continental de Tasmània.
Una de les sis espècies de cotorres del gènere Platycercus, la cotorra de Tasmània i l'emparentada cotorra de Pennant constitueixen un llinatge "de galtes blaves". Un estudi genètic de l'ADN mitocondrial de 1987 va trobar que la cotorra de Tasmània era basal per a les altres espècies de galtes blaves, amb la població del nord de Queensland de la cotorra de Pennant (P. elegans nigrescens) divergent d'altres subespècies de cotorra de Pennant. El 2015, Ashlee Shipham i els seus col·legues van publicar un estudi molecular basat en l'ADN nuclear que va trobar que la cotorra de Pennant de North Queensland va divergir abans que la cotorra de Tasmània. També van estimar que la cotorra de Tasmània havia divergit del llinatge principal de la cotorra de Pennant fa uns 0,5 milions d'anys.
Es reconeixen dues subespècies:
- P. c. caledonicus (Gmelin, JF, 1788) - illa Flinders (Grup Furneaux, Estret de Bass) i Tasmània (Austràlia).
- P. c. brownii (Kuhl, 1820) - illa King (a l'estret de Bass, a Austràlia).